# Алиханов, Расул Алиханович
Расу́л Алиха́нович Алиха́нов (4 ноября 1922, Кубачи, Дагестанская АССР — 7 июля 2000, Кубачи, Дагестан) — советский дагестанский художник-ювелир, гравёр. Народный художник РСФСР (1976). Лауреат Государственной премии РСФСР имени Репина (1971).

## Биография
Родился в семье кубачинского мастера Алихана Ахмедова. С ранних лет внимательно следил за тем, как осторожно работает его отец с острым резцом, проводя по серебряному изделию линию за линией, зигзаг за зигзагом. Он рос любознательным мальчиком, расспрашивал отца об элементах орнамента, вырезал ножницами из бумаги отдельные узоры. Учёбу в Кубачинской неполной средней школе совмещал с гравировкой изделий под руководством отца дома.
Расул рос и воспитывался в бедной семье, но судьба распорядилась так, что он полюбил девушку из состоятельной семьи по имени Манаба, которая согласилась выйти за него замуж. Родственники молодого златокузнеца уговаривали его найти другую, боясь, что её не выдадут за него. Однако любовь молодых победила, и Манаба была засватана за Расула.
Когда началась Великая Отечественная война, Расул Алиханов, как и многие другие дагестанцы, прошел её фронтовыми дорогами.
В 1945 году молодые поженились. Жили очень дружно и вырастили 10 детей, восемь сыновей и двух дочерей.
После возвращения с фронта Расул становится директором Кубачинской школы ФЗО, оканчивает краткосрочные курсы НИИ художественной промышленности. Полученные на этих курсах знания способствовали его дальнейшему развитию как профессионального орнаменталиста, графически воплотившего свою мысль в новых композициях и сюжетных зарисовках. В 1947 году он принимает участие в конкурсе народных мастеров в Москве и становится его победителем. Здесь всеобщее восхищение посетителей вызвал его поднос с изображением аула Кубачи.
В 1948 году Расул участвует во Всесоюзной выставке художественной промышленности и народных ремесел в Москве. В 1950 году вступает в члены СХ СССР и удостаивается серебряной медали на выставке ВДНХ. Ему присваивается почетное звание заслуженного деятеля искусств Дагестанской АССР. Расул с 1946 по 1956 годы работал мастером-художником, художественным руководителем и заведующим производством артели «Художник».
Кубачинцы славятся не только необыкновенным мастерством, но и страстью к коллекционированию предметов антиквариата. Следуя этой традиции, Расул и его жена Манаба приобретали в разных местах редкие старинные изделия из меди, фарфора, фаянса и украшали ими одну из стен комнаты. Так все богаче становился их домашний музей. Приезжие гости с удивлением рассматривали антикварные изделия, а Расул увлеченно рассказывал им о том, что их изготавливали персы, китайцы, японцы и другие мастера двести-триста лет назад.
В 1957 году Расул участвует в художественной выставке-конкурсе, посвященной 40-летию Советской власти, где его изделия получили высокую оценку.
На Международной выставке в Брюсселе в 1959 году он удостоился бронзовой медали, а годом позже ему было присвоено почетное звание заслуженного деятеля искусств РСФСР, которое свидетельствовало о зрелости таланта Расула и высоком художественном исполнении его ювелирных работ.
Каждое изделие Р. А. Алиханова — это подлинное произведение искусства, на создание которого уходили месяцы, а иногда и годы кропотливого труда и много бессонных ночей. Из-под его рук рождались произведения, которыми можно любоваться бесконечно. Секрет успеха творений заключается в том, что мастер воедино слил в своем творчестве все ценное из прошлого и настоящего уникального искусства кубачинцев.
Значителен его вклад в разработку новых образцов изделий с просечным узором и дополнительной гравировкой. Расул намного обогатил кубачинский орнамент новыми введениями типа лепестков, бутонов, цветочных розеток и т. д. Он часто прибегал к барельефным изображениям животных, которых мы видим на памятниках старины, и по-своему органически соединял их с узорами сегодняшних дней: блюдо «Добрый зверь», ваза «Танец», блюда «Заячий хоровод», «Златокузнец», настенное блюдо «Лезгинка», блюдо «Кубачинка», ваза «50 лет Октябрю».
Зрелостью творческой фантазии, присущей Расулу Алиханову, своеобразной композицией узора отличается его декоративное блюдо «Искусство принадлежит народу». Расул мастерски увязывает пейзаж с формой и узором изделия при изготовлении блюда «Кубачи».
В 1960—1970-е годы особо проявился талант златокузнеца. Он принимает участие в художественной выставке «Советская Россия» в Москве, в Международной выставке в Монреале (Канада). За большой вклад в развитие кубачинского прикладного искусства ему была вручена золотая медаль. Р. Алиханов участвует в Международной выставке «Экспо-70» в Осаке (Япония). В 1974 году избирают депутатом ВС СССР.
Расулу Алиханову, первому из кубачинских мастеров, в 1976 году было присвоено звание народного художника РСФСР. Его высокохудожественные изделия экспонировались почти на всех отечественных выставках декоративно-прикладного искусства «Советская Россия», «По родной стране» и т. д., на 50-ти Международных выставках, в том числе в Загребе (Югославия), Англии, ГДР, Франции, в африканских и других странах.
Расул на протяжении 40 лет поддерживал связь с преподавателями и мастерами производственного обучения Кубачинской средней школы, которые прививали учащимся любовь к профессии златокузнеца и учили их тонкому вкусу, точности глаз и рук, художественному чутью.
Обучаясь основам кубачинского прикладного искусства, школьники приглашали известного мастера к себе на занятия или на заседания кружков «Волшебный резец», «Юный монтировщик», «Умелые руки», и он с большой любовью рассказывал о выдающихся мастерах-ювелирах и их творениях. Ведь Расул был не только прекрасным мастером, но и красноречивым рассказчиком.
Скончался 7 июля 2000 года на 78 году жизни.

## Память
- На его могиле возвышается гранитный памятник, изображающий Расула Алиханова смотрящего на вершины кубачинских гор.
- На стене у входа в комбинат висит и мемориальная доска с изображением Расула; на ней высечены слова: «Комбинат назван именем народного художника России Расула Алиханова».
- Настольной книгой многих начинающих художников-мастеров и учащихся Кубачинской средней школы стало изданное им пособие «Кубачинский орнамент». Обучаясь основам кубачинского прикладного искусства, школьники приглашали известного мастера к себе на занятия или на заседания кружков «Волшебный резец», «Юный монтировщик», «Умелые руки», и он с большой любовью рассказывал о выдающихся мастерах-ювелирах и их творениях.

## Семья
В семье Расула Алиханова вместе с детьми, внуками и правнуками насчитывается 52 человека. Дети и внуки продолжают традиции Р. Алиханова, идут по его стопам. Сыновья Абдусалам и Алигаджи являются членами Союза художников России.

## Награды и премии
- заслуженный деятель искусств Дагестанской АССР
- заслуженный деятель искусств РСФСР (1960)
- народный художник РСФСР (1976)
- Государственная премия РСФСР имени И. Е. Репина (1971) — за создание высокохудожественных произведений народного искусства из серебра
- орден Ленина (1973)
- орден Трудового Красного Знамени